# 义泽河
义泽河，古称涌洋河，位于中国江苏省灌南县，西起盐河东岸张店镇南义泽河闸，东北流至北陈集镇东三岔接灌河。全长10.3公里，流域面积2383平方公里。